# Ophiocten centobi
Ophiocten centobi är en ormstjärneart som beskrevs av Paterson, Tyler och Andrew Thomas Gage 1982. Ophiocten centobi ingår i släktet Ophiocten och familjen fransormstjärnor. Inga underarter finns listade i Catalogue of Life.